# Saint-Agnan (Yonne)
Saint-Agnan település Franciaországban, Yonne megyében. Lakosainak száma 934 fő (2022. január 1.). Saint-Agnan Villeblevin, Diant, Chaumont, Villeneuve-la-Guyard és Villethierry községekkel határos.

## Népesség
A település népessége az elmúlt években az alábbi módon változott:
| Lakosok száma | 953  | 952  | 977  | 951  | 950  | 953  | 957  | 957  | 934  |
|               | 2013 | 2015 | 2016 | 2017 | 2018 | 2019 | 2020 | 2021 | 2022 |